# Collection Schøyen

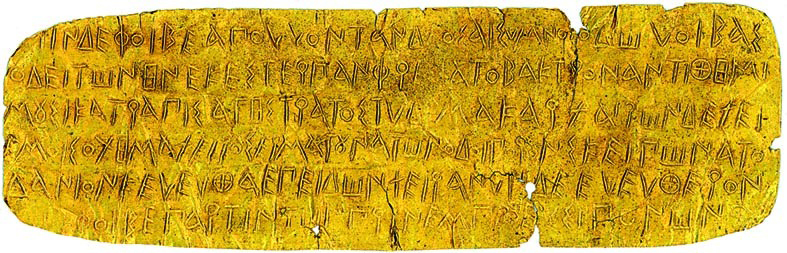
Amulette votive dédiée à Apollon, Grèce ancienne, VIe s. av. J-C, feuille d'or sur laquelle le texte a été imprimé au bloc de bois — MS 5236.

La Collection Schøyen (The Schøyen Collection, Schøyen-samlingen) regroupe la plus importante collection privée de manuscrits et d'objets imprimés au monde. Située à Oslo et à Londres, fondée par la famille norvégienne Schøyen, elle comprend 13 700 pièces provenant de toutes les civilisations, soit 134 pays et 120 langues différents, le plus ancien témoignage remontant au VIe millénaire av. J.-C..
De par la variété de ses origines géographiques, linguistiques, culturelles et matérielles, plus encore que par le nombre d'objets, la Collection Schøyen offre un panorama vraiment unique.
Le bouddhisme est particulièrement bien représenté à travers de nombreux objets anciens et peu communs. On compte aussi près d'un millier de papyrus manuscrits.
Son catalogue, en partie numérisé et documenté, propose la description de 840 objets (moins de 10 % du fonds) disponibles en ligne gratuitement sous la forme d'une bibliothèque numérique. En France, le Collège de France l'inscrit au sein de son service de ressources documentaires.
L'origine et la provenance de certains objets des civilisations mésopotamiennes et de la période de l'écriture cunéiforme ont été questionnées en 2004.

## Les fondateurs
Fils de Martin Olsen Schøyen (1896-1962), propriétaire de l'Ingeniør M. O. Schøyens Bilcentral A.S. (actuelle Nobina Norge (en)), la plus grosse compagnie norvégienne de transport par bus, Martin Schøyen est né le 31 janvier 1940. Il a commencé à collectionner ce genre d'objets à l'âge de quinze ans : immatriculé MS 1, il s'agit d'un fragment de manuscrit datant de 1300 issu d'un codex contenant des sermons rédigés en vieux français. En 1963, il hérite de la fortune et de l'entreprise familiale, ainsi que de la propre collection de manuscrits que son père initia dès les années 1920. Martin Schøyen se définit comme explorateur, historien, paléographe, bibliophile et homme d'affaires. En 1994, il a acheté 115 manuscrits en rouleaux, provenant de la mer Morte. En 2012, il a revendu quelques objets provenant de l'ancien fonds du paléographe Bernhard Bischoff.

## Galerie
- Quelques manuscrits de la collection:

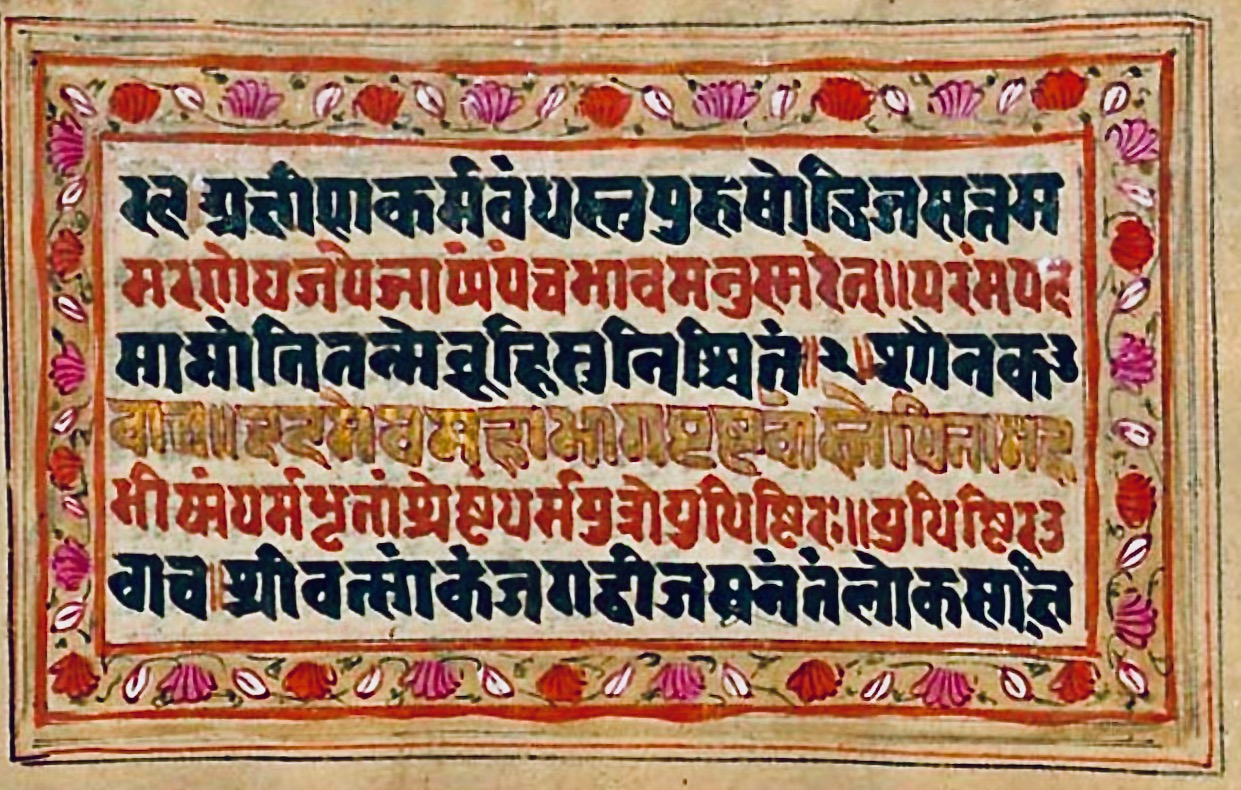
Extrait de la Bhagavad-Gita écrite en sanskrit, vers 1800, copie sur papier d’un manuscrit original du IIe ou Ve siècle av. J.-C. MS2099.
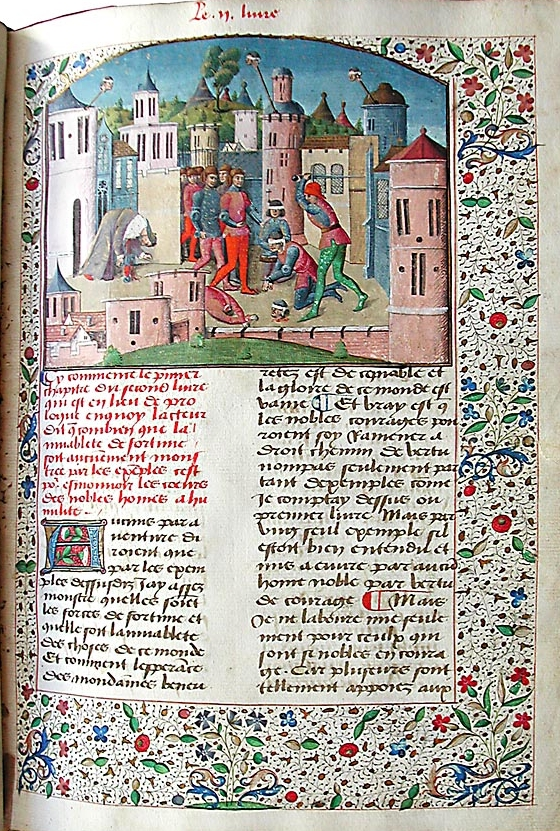
De casibus virorum illustrium, livre 2. Saül se suicide en se jetant sur son épée (à gauche) ; les Amalécites vaincus par Saül (à droite). Manuscrit de 1475.
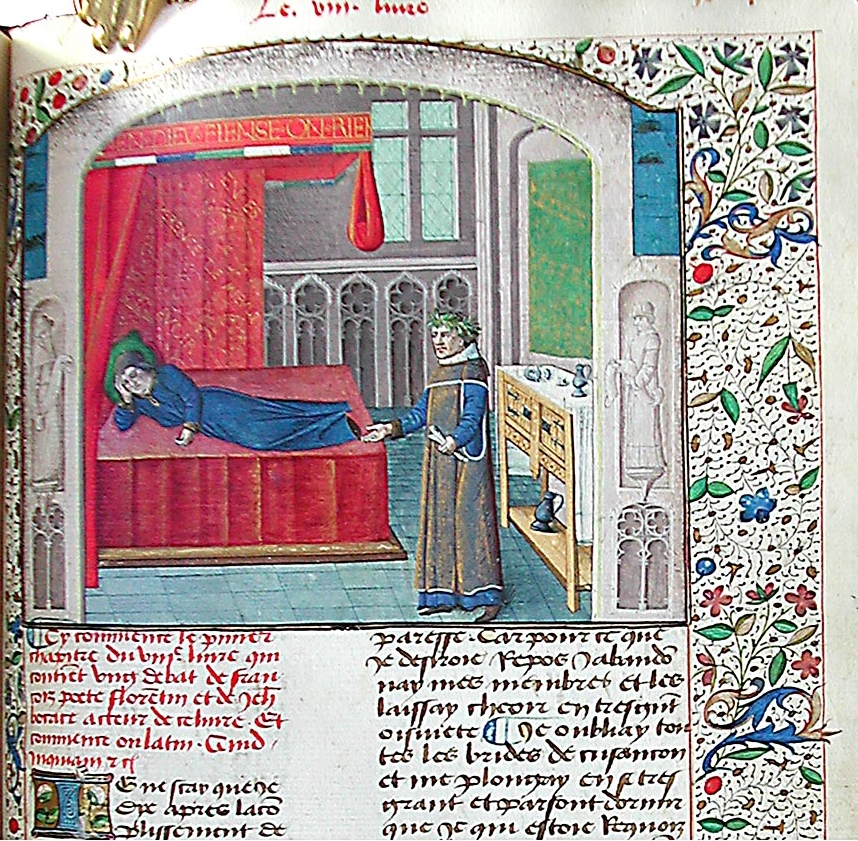
De casibus virorum illustrium, livre 8. Pétrarque apparaît à Boccace. Manuscrit de 1475.
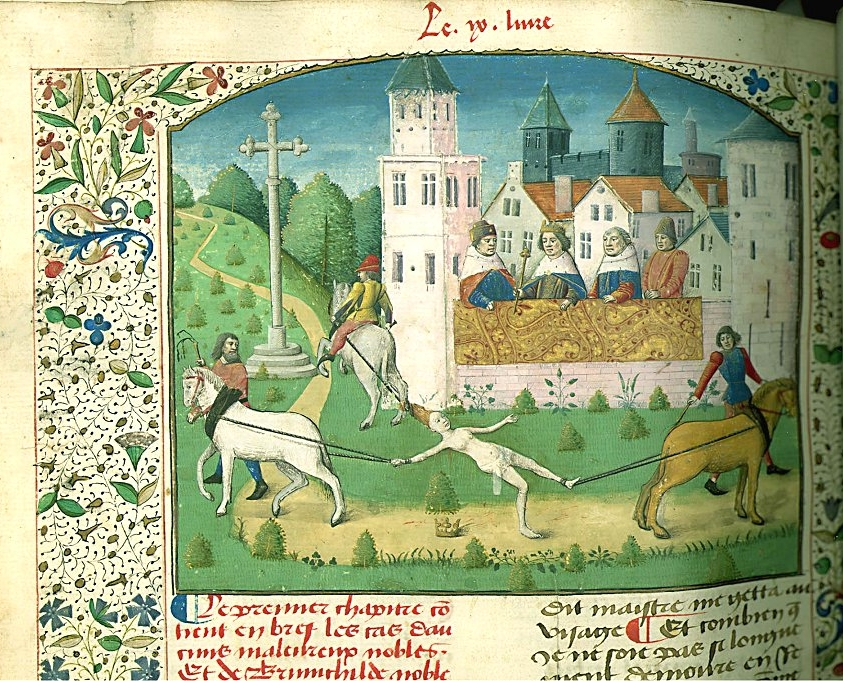
De casibus virorum illustrium, livre 9. Exécution de la reine Brunehaut en 613. Manuscrit de 1475.
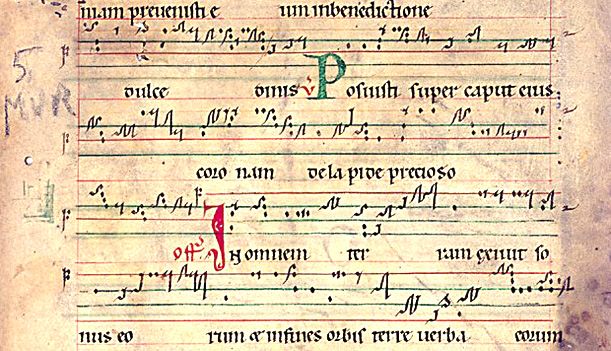
Manuscrit de musique grégorienne, XIIe siècle, détail. Neumes de moines cisterciens. MS.207.